# Васильевское (сельское поселение Паньково)
Васильевское — село в Старицком районе Тверской области, входит в состав сельского поселения «Паньково». 

## География
Село расположено на берегу речки Улюсть в 21 км на северо-восток от центра поселения деревни Паньково и в 35 км на северо-восток от города Старица. 

## История

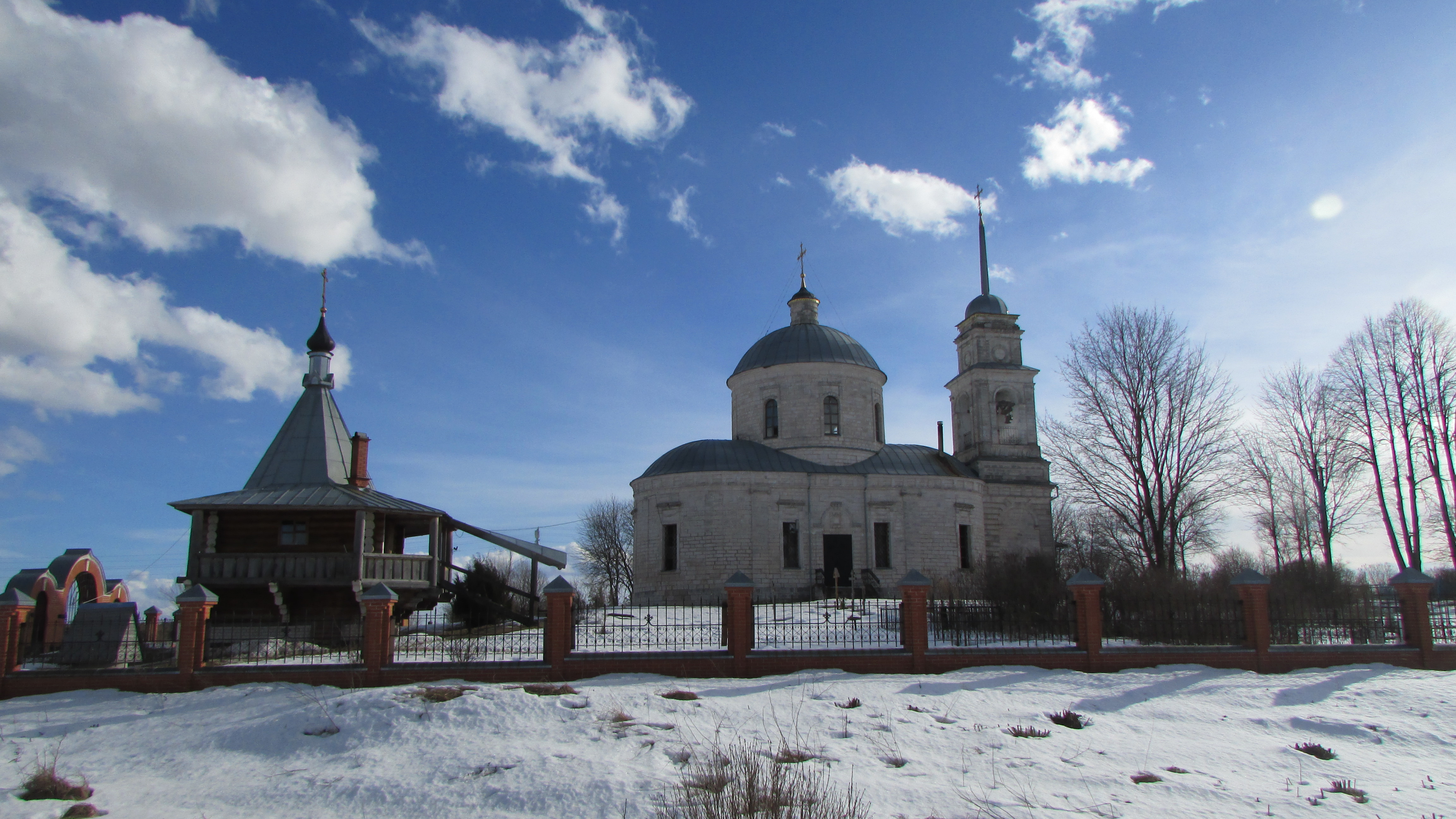
Церковь Василия Великого. 2016 год

Из «Писцовых книг XVII века» точно известно, что церковь Василия Великого в 1594 году уже существовала. В документе указано: «в церкви образы, и книги, и свечи, и все церковное строенье вотчинниково Василья Поликарпова, да на колокольнице колокола». Существующая в настоящее время церковь во имя свт. Василия Великого была построена в 1807 на месте более старой. В 1807 году возведен из старицкого белого известкового камня на средства прихожан главный храм. А в 1875 году к его западной стороне пристроены выполненные из кирпича трапезная и трехъярусная колокольня. Церковь была закрыта в 1930-е годы.
В конце XIX — начале XX века село входило в состав Дарской волости Старицкого уезда Тверской губернии. 
С 1929 года село являлось центром Васильевского сельсовета Высоквского района Ржевского округа Западной области, с 1935 года — в составе Калининской области, с 1994 года — центр Васильевского сельского округа, с 2005 года — центр Васильевского сельского поселения, с 2012 года — в составе сельского поселения «Паньково».

## Население
| 1859 | 1886 | 1997 | 2002 | 2008 | 2010 |
| ---- | ---- | ---- | ---- | ---- | ---- |
| 395  | ↗460 | ↘257 | ↗298 | ↘269 | ↘260 |

## Инфраструктура
В селе имеются Васильевская основная общеобразовательная школа, фельдшерско-акушерский пункт, отделение почтовой связи.

## Достопримечательности
В селе расположена действующая Церковь Василия Великого (1807).